# Arnoul III de Flandre
Pour les articles homonymes, voir Arnoul III et Arnoul.
Arnoul III de Flandre, dit Arnoul le Malheureux, né en 1054 mort à Bavinchove, près de Cassel le 22 février 1071, est comte de Flandre et de Hainaut de 1070 à 1071. Il est le fils de Baudouin VI, comte de Flandre, et de Richilde, comtesse de Hainaut.

## Le cours de sa vie
Arnoul succède à son père en 1070, âgé seulement de 16 ans. Baudouin VI a demandé à son frère Robert le Frison de veiller sur lui. Il estime pouvoir lui faire confiance car Robert avait prêté hommage et juré fidélité.
Selon certains historiens, les maladresses et la cruauté de sa mère, Richilde de Hainaut, qui fait trancher la tête des délégués des villes venus lui présenter leurs doléances, poussée par le roi Philippe Ier, roi des Francs, à prendre la régence au détriment du frère de Baudouin, Robert le Frison, provoquent rapidement une insurrection de la noblesse des villes. Selon d'autres historiens, c'est l'ambition de Robert le Frison qui l'incita à déclencher des révoltes.
Les seigneurs et villes des Flandres traitent avec Robert  qui se rend à Gand où plusieurs prélats, nobles et députés des villes lui jurent fidélité. Robert oblige Richilde et Arnoul à quitter Lille pour Amiens.
Arnoul, poussé par sa mère, se réfugie auprès de Philippe Ier qui l'arme chevalier, malgré son jeune âge, et qui convoque Robert. Robert ne se présente pas.
Richilde, confiante en l'appui du roi et en celui d'alliés venus d'Angleterre, dont son troisième mari, marche contre Robert. Les deux armées vont se rencontrer auprès de Cassel. L'armée de Robert est en infériorité numérique mais elle jouit d'une plus grande cohérence et d'une meilleure position.
Le 22 février 1071, Arnoul III, âgé de 17 ans, est tué à la bataille de Cassel, de même que son beau-père Guillaume Fitz Osbern comte de Hereford, troisième mari de sa mère. Robert devient comte de Flandre. Le comté de Hainaut échoit à son frère cadet Baudouin II de Hainaut (1056-1098).
Il est inhumé par son oncle Robert le Frison qui lui édifie un mausolée à Saint-Bertin. La mort précoce de ce comte est à l’origine de la légende de Gerbodon, homme-lige d'Arnoul, qui l'aurait tué et, pris de remords, aurait demandé au pape de lui couper les mains; celui-ci aurait ordonné à son cuisinier d'exécuter la besogne, sauf si elles ne tremblaient pas, ce qui se serait produit. Pardonné, Gerbodon aurait terminé sa vie à Cluny, en odeur de sainteté.

## Sources
- M. Prevost, « Arnoul, comtes de Flandre », dans Dictionnaire de Biographie française, Tome 3, 1939, Paris, Letouzey et Ané.